# Ruimteverkenner Mark Stevens
Ruimteverkenner Mark Stevens is een sciencefictionboekenreeks in acht delen van de Nederlandse schrijver Felix Thijssen.

## Verhaal
In een toekomstige wereld studeert Mark Stevens aan CW (Centrale Wetenschap). Het land is opgedeeld in autarkische stadsgewesten die vrijwel geen contact hebben met elkaar. Reizen tussen de verschillende gewesten is voorbehouden aan de weinige personen die in bezit zijn van een speciale metalen reispas, die bekendstaat als de Kaart. De bezitter van een Kaart wordt Reiziger genoemd. In het kader van zijn studie mag Mark Stevens een maand lang als Reiziger praktijkervaring opdoen. Tijdens zijn reizen ontdekt hij dat de bevolking onbewust dingen krijgt ingeprent en dat de Aarde zozeer vervuild werd door massaconsumptie en -vervoer dat het klimaat begon te veranderen. Daarop trokken de Hervormers de macht naar zich toe en dreven ze rigoureuze veranderingen door: al het verkeer werd stopgezet en de industrie werd grondig hervormd. Socioloog Charles Windy was een van diegenen die vond dat de nieuwe maatregelen van de overheid de menselijke vrijheid te veel aantastten en riep op tot verzet. Windy kwam in de gevangenis, werd door zijn volgelingen bevrijd en vertrok met hen uit de stadsgewesten. Mark Stevens maakt contact met de Windies, de opvolgers van Charles Windy, en ontmoet hier andere Reizigers. Maar het leven bij de Windies is weinig uitdagend en hij besluit te vluchten. Terug in de stadsgewesten gaat hij naar CC (Centrale Computer) waar hij vragen stelt over het Reizigersprogramma, Charles Windy en de Aarde. Naar aanleiding van zijn vragen wordt Stevens opgenomen in RORP, het Ruimte Onderzoek Reizigers Project: met ruimteschepen wordt de interstellaire ruimte onderzocht op leefbare planeten waar de mensheid zou kunnen overleven, want de Aarde blijkt ten dode te zijn opgeschreven.

## Ruimteverkenner Mark Stevens-reeks
1. 1971 - De dreigende zon
2. 1971 - Schaduwen op Ariës
3. 1972 - De vikingen van Tau Ceti
4. 1972 - Het brein in de Krabnevel
5. 1973 - De dag van Aldebaran
6. 1973 - De nacht van Abaddon
7. 1974 - De echo van de bazuin
8. 1974 - De poorten van het paradijs